# Watch Me
Watch Me est le premier single des chanteuses américaine Bella Thorne et Zendaya. Il est extrait Shake It Up: Break It Down, la première bande originale de la série Shake It Up. Ce single est sorti aux États-Unis le 21 juin 2011. Aux États-Unis, le single s'est vendu à 500 000 exemplaires.

## Réception
Il a culminé au numéro 64 du classement Hot Digital Songs du Billboard et à la 86e place au Billboard Hot 100.

## Clip

### Synopsis
Le clip commence avec Bella Thorne et Zendaya lors d'une séance photo et elles entendent de la musique. Elles voient un entrepôt abandonné et regarde à travers une fenêtre brisée. À l'intérieur, il y a un groupe de danseurs qui dansent sur de la musique. Elles échangent alors leurs robes pour les vêtements de danse colorés, entrent dans l'entrepôt et rejoignent le groupe de danseurs.

### Sortie
Le clip vidéo a été diffusé pour la première fois le 17 juin 2011, pendant la première de la série Section Genius.